# Mucientes
Mucientes – gmina w Hiszpanii, w prowincji Valladolid, w Kastylii i León, o powierzchni 63,82 km². W 2011 roku gmina liczyła 731 mieszkańców.